# 大塞翁陨石坑
大塞翁陨石坑（Theon Senior）是月球正面赤道区的一座小撞击坑，约形成于32亿年前-11亿年前的爱拉托逊纪，其名称取自公元一世纪希腊数学家、哲学家及天文学家土麦那的塞翁（Theon of Smyrna），1935年被国际天文联合会批准接受。

## 描述

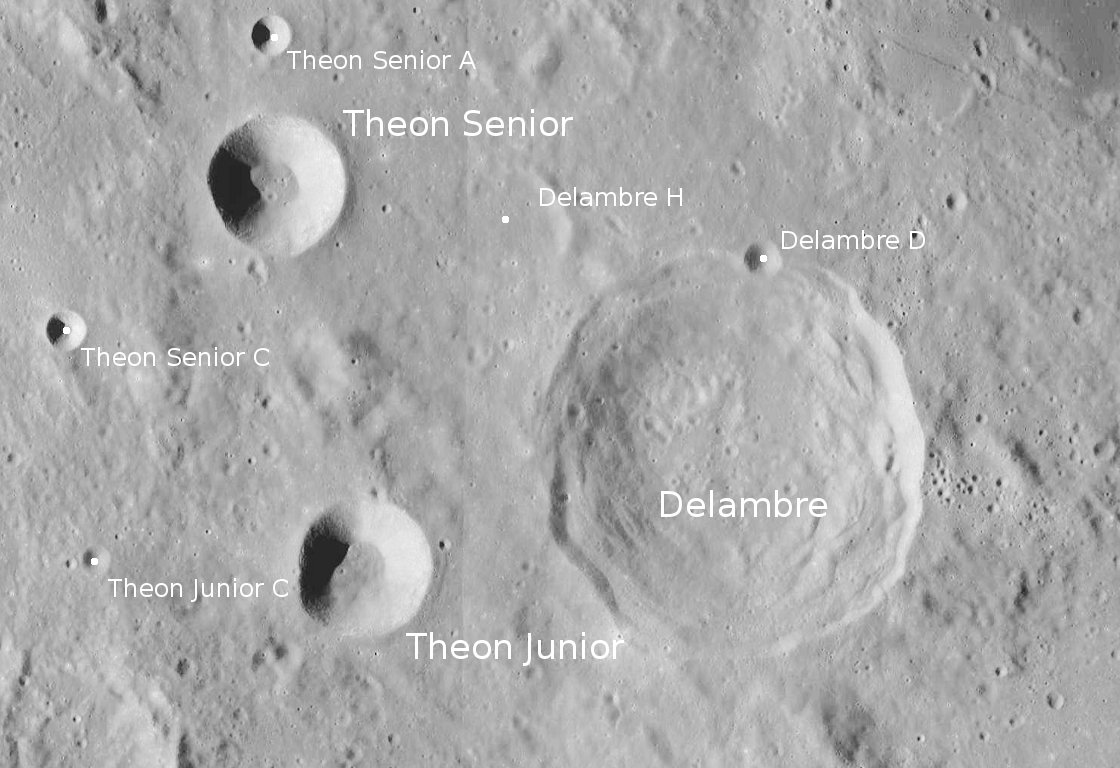
大塞翁陨石坑周边图，月球勘测轨道飞行器拍摄。

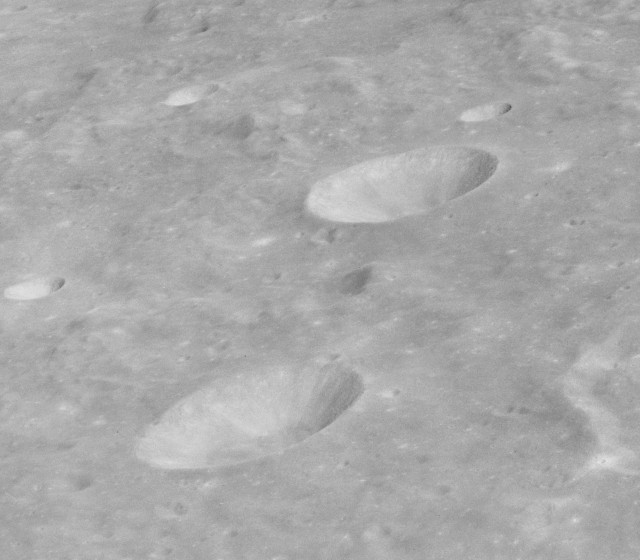
从阿波罗16号飞船上拍摄的大塞翁坑（上）和小塞翁坑（下）斜视照

该陨坑西侧毗邻拉德环形山、西北靠近德亚瑞司特陨石坑，狄奥尼修斯陨石坑和施密特陨石坑位于它的东北；南面是同名的小塞翁陨石坑，东南坐落着德朗布尔环形山。该陨坑中心月面坐标为0°49′S 15°25′E / 0.81°S 15.42°E，直径18公里，深度3470。
大塞翁陨石坑是一座底部小而平坦的圆杯状撞击坑，边缘清晰，内侧壁光滑，带有较高的反照率，陨坑壁平均高出周边地形750米。其形态特征归属为BIO 型（以该类陨坑的典型代表-毕奥陨坑所命名）。并已被月球及行星观测者协会（ALPO）列入《内侧壁坡带有暗黑辐射纹的撞击坑列表》。

## 卫星陨石坑
按惯例，最靠近大塞翁陨石坑的卫星坑在月图上以字母标注在该坑中心点的旁边。
| 大塞翁 | 纬度   | 经度    | 直径   |
| ------ | ------ | ------- | ------ |
| A      | 0.2° S | 15.4° E | 5 公里 |
| B      | 0.2° N | 14.1° E | 6 公里 |
| C      | 1.4° S | 14.5° E | 6 公里 |

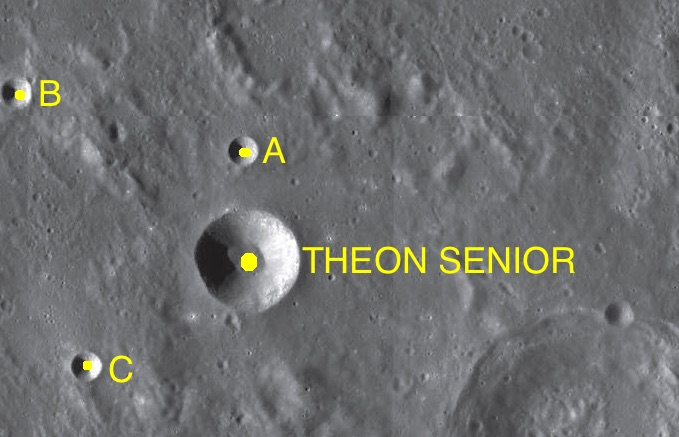
LAC-78 详情图.

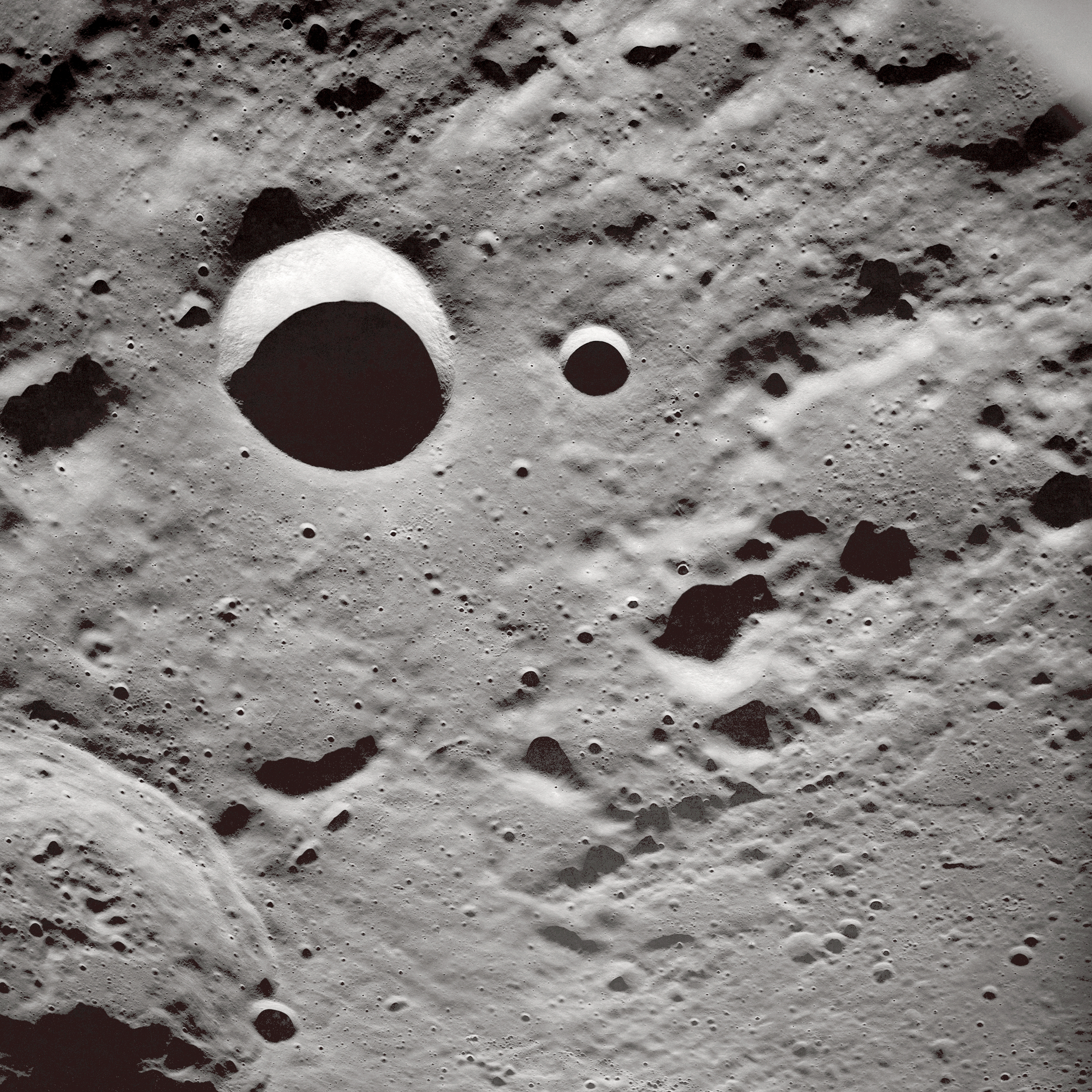
阿波罗10号拍摄的大塞翁陨石坑照片.

- 卫星坑大塞翁 A已被月球和行星观测协会（ALPO）列入《带有明亮射纹系统的撞击坑列表》[9]。

## 图集

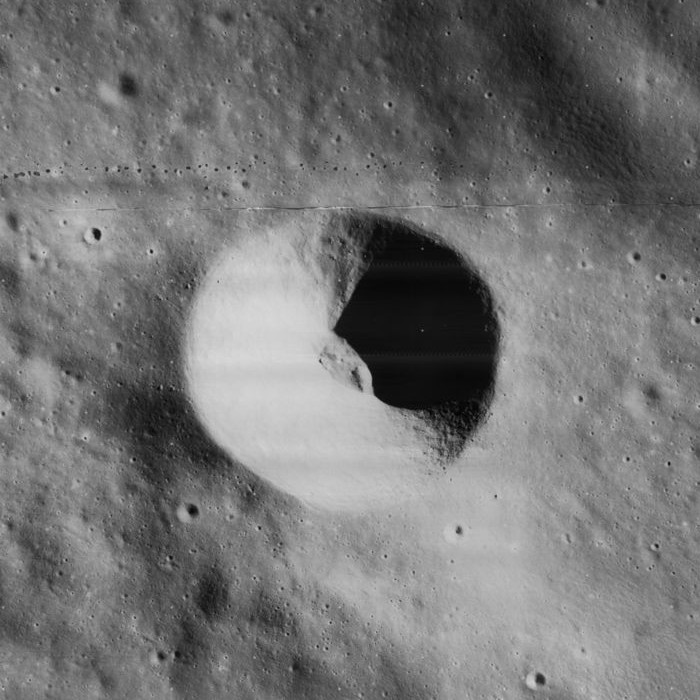
卫星坑大塞翁 C